# Лістровий Олександр Михайлович
Олекса́ндр Миха́йлович Лістро́вий (нар. 17 жовтня 1984 — пом. 30 січня 2015) — молодший сержант Збройних сил України. Учасник російсько-української війни. Кавалер ордена «За мужність» III ступеня (посмертно).

## Життєпис
Закінчив Васильківську ЗОШ № 3, проживав у Василькові.
У часі війни — молодший сержант, військовослужбовець 25-го окремого мотопіхотного батальйону, позивний «Бандит».
Помер 30 січня 2015-го у лікарні від важких поранень, яких зазнав у бою з російськими збройними формуваннями під Дебальцевим.
Без Олександра лишилися батьки, дружина, троє маленьких дітей — син 2004 р.н., донька 2009 р.н. та донька 2014 р.н. (два місяці мала в час смерті батька).

## Нагороди та вшанування
- Указом Президента України № 76/2016 від 1 березня 2016 року, «за особисту мужність і високий професіоналізм, виявлені у захисті державного суверенітету та територіальної цілісності України, вірність військовій присязі», нагороджений орденом «За мужність» III ступеня (посмертно)[2].
- 28 травня 2015-го у Васильківській ЗОШ № 3 відкрито меморіальну дошку випускнику Олександру Лістровому.
- Вшановується в меморіальному комплексі «Зала пам'яті», в щоденному ранковому церемоніалі 30 січня[3][4].